# 自動化情報システム
自動化情報システム (じどうかじょうほうシステム、英: automated information system、AIS) は、コンピューターのハードウェア、ソフトウェア、ファームウェア、またはこれらの任意の組み合わせのアセンブリであり、通信、計算、配布、処理、情報の保存などの特定の情報処理操作を実行するように構成されている。コンピュータ、ワードプロセッシングシステム、ネットワーク、またはその他の電子情報処理システム、および関連機器が含まれる。 経営情報システムも、自動化情報システムの一般的な例である。